# Povstîn, Pîreatîn
Povstîn (în ucraineană Повстин) este un sat în comuna Velîka Krucea din raionul Pîreatîn, regiunea Poltava, Ucraina.

## Demografie
Componența lingvistică a localității Povstîn
     Ucraineană (93,99%)
     Rusă (5,48%)
     Alte limbi (0,53%)
Conform recensământului din 2001, majoritatea populației localității Povstîn era vorbitoare de ucraineană (93,99%), existând în minoritate și vorbitori de rusă (5,48%).